# Calyptranthes affinis
Calyptranthes affinis är en myrtenväxtart som beskrevs av Otto Karl Berg. Calyptranthes affinis ingår i släktet Calyptranthes och familjen myrtenväxter. Inga underarter finns listade i Catalogue of Life.